# Mare Australe
Mer Australe
Mare Australe (la mer australe) est une mare lunaire de 603 km de diamètre, située à cheval sur les hémisphères visible et caché de la lune. Le bassin lunaire austral s'est formé pendant la période du pré-nectarien, alors que le matériau basaltique qui a rempli ce dernier date de la période du pré-imbrien. Contrairement à la plupart des mers lunaires, cette mer présente une surface irrégulière, marquée de nombreux cratères d'impact.
Les coordonnées sélénographiques de cette mer sont 38.9° S, 93.0° E. Pendant les périodes de librations favorables, la mer australe peut être vue entièrement depuis la terre.